# Anna Mons

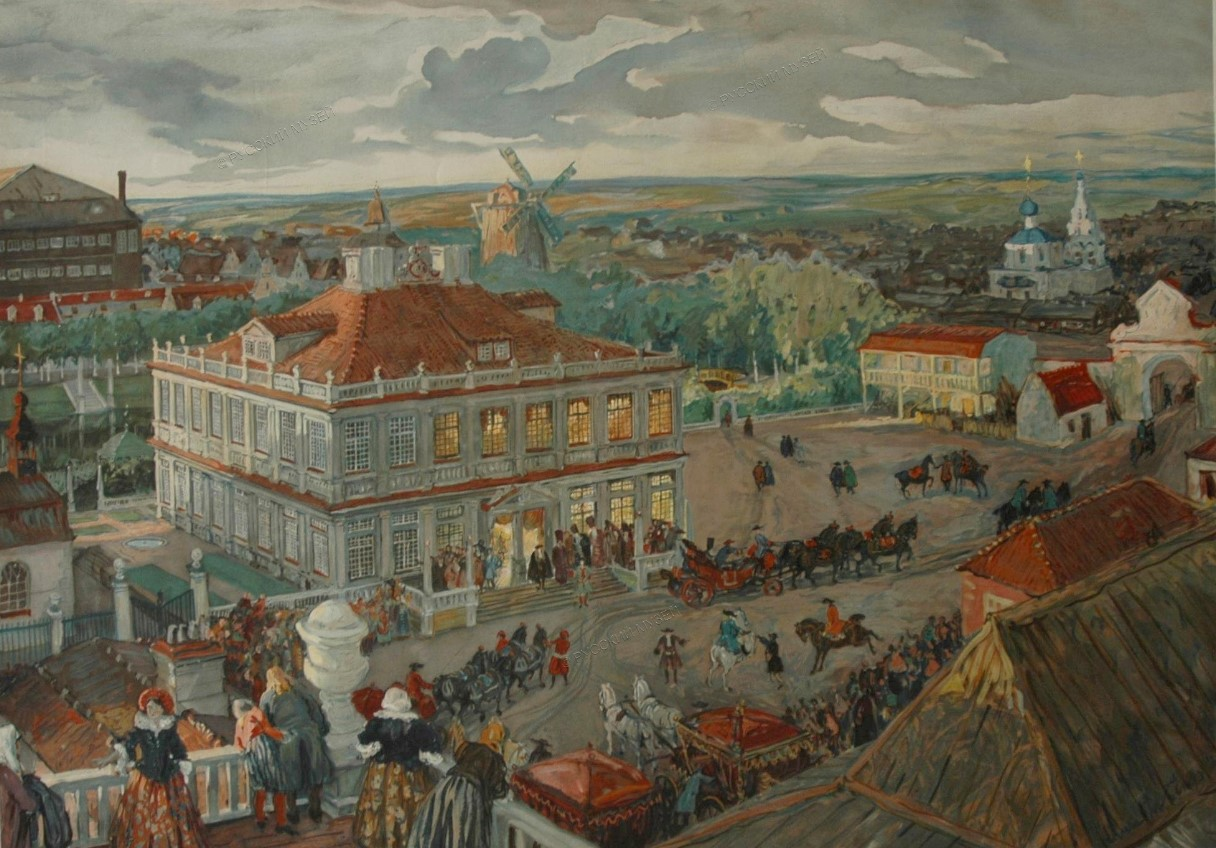
La casa di Anna Mons di Alexandre Benois

Anna Mons, (in russo Анна Монс?) (Mosca, 26 gennaio 1672 – Mosca, 15 agosto 1714), è stata l'amante tedesca dello zar Pietro I (1692-1704).

## Biografia
Era figlia di Johann Mons, mercante di vini della Vestfalia che risiedeva nel quartiere tedesco di Mosca. Il fratello più giovane, Willem Mons (1688-1724), dopo l'incoronazione di Caterina I ne divenne ciambellano imperiale ma, accusato di peculato, fu decapitato nel 1724 su ordine di Pietro il Grande. Sua sorella Matrena sposò Fedor Balk, generale e Governatore di Riga. Stretta confidente di Caterina I, cadde in disgrazia e fu esiliata in quanto coinvolta nell'affaire del fratello, venendo più tardi riabilitata.  La nipote Natalia Lopukhina (1699-1763) è nota per essere stata in seguito al centro del cosiddetto «affare Lopukhina», che ebbe luogo nel 1742, durante il regno di Elisabetta di Russia.

## Amante reale
La Mons incontrò lo zar nella casa di François Le Fort, dove il giovane sovrano amava intrattenersi, nel 1691 o 1692. Accortosi dell'interesse di Pietro per l'avvenente ragazza dai capelli chiari ed i modi esuberanti, Le Fort gli cedette subito quella che molto probabilmente era già stata una sua conquista.
L'ambizione della ragazza la portò a credere di poter sostituire nel ruolo di consorte regale la zarina Evdokija Fëdorovna Lopuchina, verso la quale Pietro nutriva aperta ostilità. In realtà Pietro, pur apparendo insieme a lei in svariate occasioni ufficiali, in spregio al protocollo, non trovò ragione di sposarla nemmeno dopo il divorzio dalla zarina e il suo confino nel monastero Pokrovsky a Suzdal', nel 1698.  Malgrado ciò la loro relazione durò più di un decennio, durante il quale Pietro la ricoprì di doni e privilegi.
Lo zar fece costruire per lei una casa in pietra nel Quartiere Tedesco (ai tempi la maggior parte delle case di Mosca erano in legno) e le fece doni molto generosi, come un ritratto dell'imperatore in miniatura decorato con diamanti del valore di 1.000 rubli, una pensione annua per lei e la madre di 708 rubli e un feudo nei pressi di Mosca.
Secondo Robert K. Massie, «in tutta la sua vita Pietro amò solo quattro donne: sua madre, la sorella Natalia, Anna Mons e Caterina». La Mons, legata a Le Fort, ebbe insieme a lui un forte impatto nell'occidentalizzazione dei modi e del pensiero del giovane sovrano.

## Caduta in disgrazia
Nel 1703 la relazione si stava esaurendo. Tra gli effetti personali dell'ambasciatore sassone Koenigsegg, morto in un affondamento sulla Neva, vennero trovate delle lettere d'amore di Anna, datate al periodo in cui Pietro era impegnato nel suo primo tour europeo, e il suo medaglione. Pietro ne rimase scosso. Nell'autunno dello stesso anno nella casa di Aleksandr Danilovič Menšikov conobbe Martha Skavronskaya, quella che sarebbe diventata sua moglie e imperatrice di Russia come Caterina I, e si distaccò da Anna. Nell'inverno del 1704 Caterina diede alla luce un figlio, Pietro.
Forse per cercare di riconquistare i favori di Pietro ingelosendolo, forse per riacquistare l'influenza persa dopo la morte di Lefort, nel 1704 Anna ebbe una relazione con l'ambasciatore prussiano Keyserling. Lo zar infuriato la pose agli arresti domiciliari.
Keyserling si adoperò in tutti i modi in suo favore, fino a chiederne la mano allo zar. Giunse a sfidare a duello Menšikov, che l'aveva appellata come donna di facili costumi, ad un banchetto per l'onomastico di Pietro, il 29 giugno 1706.. Anna fu gettata in carcere assieme a 30 suoi amici e le vennero revocati tutti i privilegi, con l'accusa di aver fatto l'oroscopo e letto il futuro. Il caso fu chiuso nel 1707.
Nel 1710 Pietro concesse ai due il permesso di sposarsi e il matrimonio ebbe luogo il 18 giugno 1711, ma Keyserling fu ucciso pochi mesi dopo sulla strada per Berlino. La Mons morirà tre anni più tardi di consunzione, all'epoca pare fosse fidanzata con un ufficiale svedese prigioniero.